# Gould, Oklahoma
Gould är en ort i Harmon County i delstaten Oklahoma, USA.